# Alison Mowbray
Alison Mowbray, född den 1 februari 1971 i Derby i Storbritannien, är en brittisk roddare.
Hon tog OS-silver i scullerfyra i samband med de olympiska roddtävlingarna 2004 i Aten.